# Peurion
Die Weißweinsorte Peurion ist eine autochthone Sorte der französischen Region Franche-Comté. Vor der Reblauskatastrophe Ende des 19. Jahrhunderts war sie dort  sehr verbreitet, da Mönche des Augustinerordens von Val-des-Écoliers bei Langres sie sehr förderten. Die Sorte ist nahezu ganz verschwunden, da sie sehr anfällig gegen Grauschimmelfäule ist. Sie erbringt daher nur sehr schwankende Erträge.
Siehe auch den Artikel Weinbau in Frankreich sowie die Liste von Rebsorten.

## Herkunft
Aufgrund genetischer Untersuchungen von 322 Rebsorten im Jahr 1998 stellte sich heraus, dass die Sorten Aligoté, Aubin Vert, Auxerrois, Bachet Noir, Beaunoir, Chardonnay, Dameron, Franc Noir de la Haute Saône, Gamay Blanc Gloriod, Gamay, Knipperlé, Melon de Bourgogne, Romorantin, Roublot und Sacy ähnlich wie auch der Peurion alle aus spontanen Kreuzungen zwischen Pinot und Gouais Blanc entstanden. Da die genetischen Unterschiede zwischen Pinot Blanc, Pinot Gris und Pinot Noir äußerst gering sind, liegt eine genaue Spezifizierung des Pinot-Typs noch nicht vor.
Der Erfolg dieser spontanen Kreuzung wird dadurch erklärt, dass die beiden Elternsorten genetisch grundverschieden sind. Während die Sorten der Pinotfamilie vermutlich aus dem Burgund stammen, wurde der Gouais Blanc von den Römern nach Frankreich gebracht. In den Rebgärten des Burgunds und der südlichen Champagne standen beide Sorten während einiger Jahrhunderte im Gemischten Satz.
Abstammung: Pinot x Gouais Blanc

## Synonyme
Die Rebsorte Peurion ist auch unter den Namen Blanc de Villemoyenne, Blanc Pinot, Ço Blanc, Ço Doux, Gueuchette Blanc, Gueuchette Blanche, Lioneau, Lyonnais, Menu Blanc, Meslier Vert, Milleron, Milleron Troyen Blanc, Peurichon, Pinot Blanc, Pouriette, Pourrisseux, Purion und Troyen Blanc bekannt. Sie wird irrtümlich auch Gamay Blanc genannt.